# Frank Philip Bowden
Frank Philip Bowden (* 2. Mai 1903 in Hobart, Tasmanien; † 3. September 1968)  war ein australischer Physiker und Chemiker, der sich mit Reibung (Tribologie) befasste.
Bowden war der Sohn des tasmanischen Telegrapheningenieurs und Radiopioniers Frank Prosser Bowden (1860–1934). Er studierte an der Universität von Tasmanien mit dem Bachelor-Abschluss 1925 und dem Master-Abschluss 1927 und an der Universität Cambridge, an der er 1929 promoviert wurde (The mechanism of electrode reactions). Von 1931 bis 1939 war er Lecturer für Physikalische Chemie an der Universität Cambridge, danach forschte er für die Forschungsorganisation CSIRO in Australien. Ab 1946 war er wieder in Cambridge als Reader in Physikalischer Chemie und ab 1957 in Physik. 1966 wurde er Professor für Oberflächenphysik in Cambridge.
1933 erhielt er einen D.Sc. der Universität Tasmanien.
Er war ein Pionier der Tribologie, wobei er häufig mit David Tabor zusammenarbeitete.
Er war Fellow der Royal Society (1948). 1938 erhielt er die Beilby Medal der Royal Society of Chemistry, 1955 den  International Award der Society of Tribologists and Lubrication Engineers und die Elliott Cresson Medal, 1956 die Rumford Medal und 1968 die Glazebrook Medal und die Bernard Lewis Gold Medal des Combustion Institute. 1956 wurde er CBE.

## Schriften (Auswahl)
- mit David Tabor: The Friction and Lubrication of Solids, Oxford UP, 2. Auflage 1954, 2001
  - Deutsche Übersetzung: Reibung und Schmierung fester Körper, Springer 1959

Einige Aufsätze:
- mit D. Tabor: The area of contact between stationary and moving surfaces, Proceedings of the Royal Society of London. Series A. Mathematical and Physical Sciences, Band 169, 1939, S. 391–413.
- mit D. Tabor: Mechanism of Metallic Friction, Nature, Band 150, 1942, S. 197–199.
- mit D. Tabor, A. J. W.  Moore: The Ploughing and Adhesion of Sliding Metals, Journal of Applied Physics, Band 14, 1943, S.  80–91.
- mit D. Tabor, J. N. Gregory: Lubrication of Metal Surfaces by Fatty Acids, Nature, Band 156, 1945, S. 97–101
- mit D. Tabor: Friction, lubrication and wear: a survey of work during the last decade, British Journal of Applied Physics, Band 17, 1966, S. 1521–1544.